# Russell Geoffrey Banks

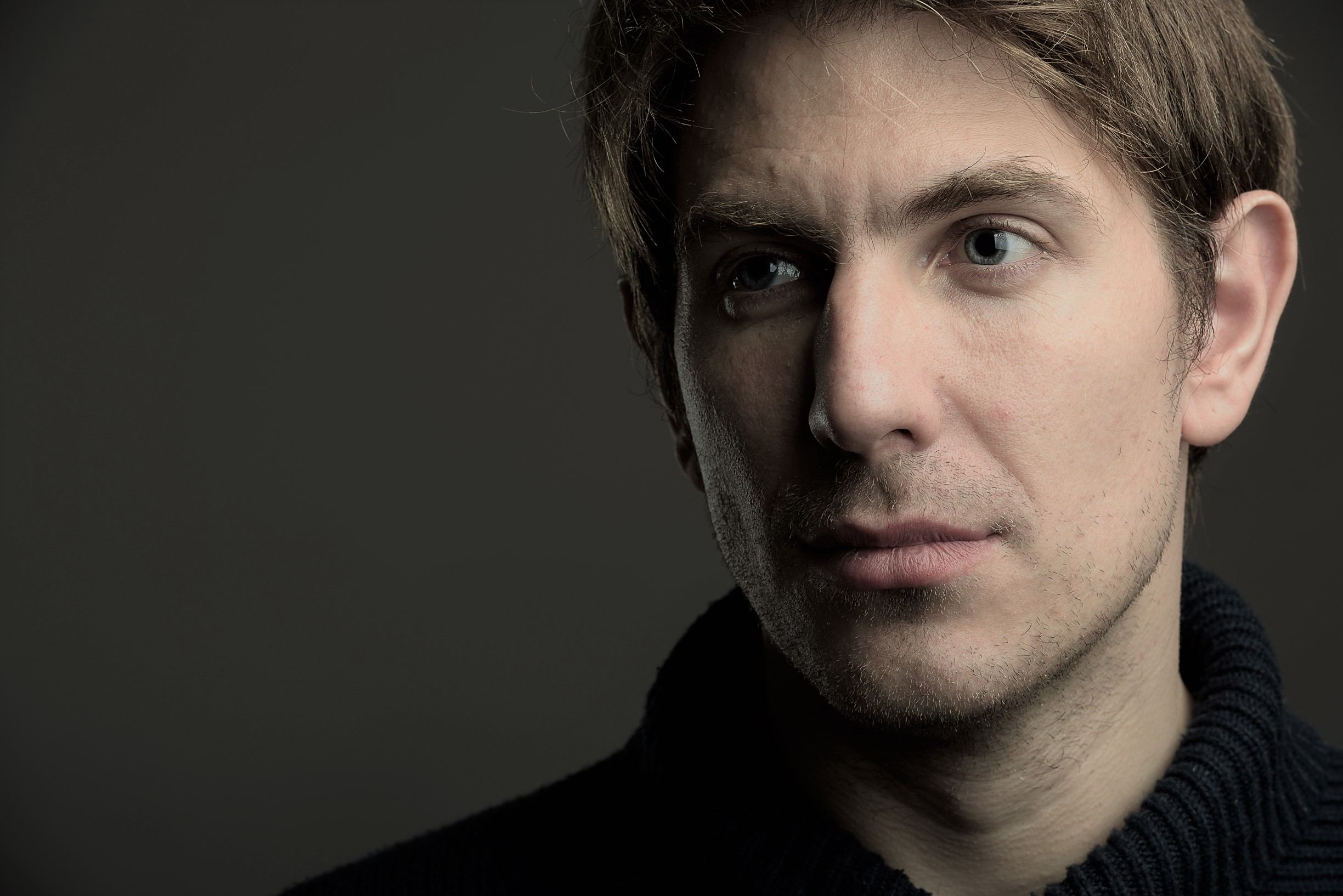
Russell Geoffrey Banks (2017)

Russell Geoffrey Banks (* 13. November 1981 in Northampton, West Northamptonshire, Northamptonshire, England) ist ein britischer Schauspieler und Synchronsprecher.

## Leben
Banks wurde am 13. November 1981 in Northampton geboren, wuchs allerdings bei seiner Mutter gemeinsam mit einem Bruder und einer Schwester in London auf. Als er zwölf Jahre alt war, zog die Familie auf die Isle of Wight. Aufgrund einer Dyslexie hatte er stets Probleme in der Schule. Ab seinem 15. Lebensjahr lebte er bei seinem Vater. Am dritten Tag wurde er aufgrund des Verkaufs von Feuerwerkskörpern vom Harewood College, damals Portchester School, verwiesen. Die nächsten fünf Jahre arbeitete er in verschiedenen Jobs unter anderen als Kassierer oder Kellner. Darüber finanzierte er Schauspielkurse, die er in Anspruch nahm. Ab Mitte der 2000er Jahre folgten erste Statistenrollen unter anderen in US-amerikanischen Filmproduktionen.
Nach seiner Rückkehr ins Vereinigte Königreich studierte Banks Method Acting bei Sam Rumbelow. 2012 übernahm er eine Nebenrolle im Film The Impossible. 2014 stellte er die Rolle des Jimmy The Thief im Kampffilm Tekken 2: Kazuya’s Revenge dar. Seine erste Hauptrolle spielte er 2015 als Clayton in dem Film Goodnight Gloria. Gemeinsam mit Regisseur Jack Everitt verfasste er außerdem das Drehbuch. 2017 verkörperte er mit der Rolle des Mordred im Film King Arthur and the Knights of the Round Table einen der Antagonisten. 2021 spielte er in Shark Island die Rolle des Bret sowie in Shark Huntress die Rolle des Luca in jeweils zwei Tierhorrorfilmen mit Haien im Mittelpunkt. 2022 stellte er in Sin Eater die Rolle des Professor Carpenter dar.

## Filmografie (Auswahl)

### Schauspiel
- 2007: Naresuan
- 2008: Sunny (Nim-eun-meon-go-sae)
- 2010: Goodbye, Someday (Sayonara itsuka)
- 2010: Darling
- 2010: Full Love
- 2010: Shanghai
- 2010: Virudhagiri
- 2011: United Six
- 2011: Codename: Fox – Die letzte Schlacht im Pazifik (Taiheiyou no kiseki: Fokkusu to yobareta otoko/太平洋の奇跡　フォックスと呼ばれた男)
- 2012: The Impossible (Lo imposible)
- 2013: The Mark: Redemption
- 2013: Dragonwolf
- 2014: Tekken 2: Kazuya’s Revenge
- 2014: Cam2Cam
- 2014: Pernicious
- 2014: Thunder and Lightning (Kurzfilm)
- 2015: Goodnight, Gloria
- 2015: I Love NY
- 2016: I Love You Two
- 2016: The Beginning of the End
- 2017: Who’s Watching Oliver
- 2017: Dark Karma (Kurzfilm)
- 2017: King Arthur and the Knights of the Round Table
- 2017: Ghost House
- 2018: Vishwaroopam 2
- 2018: Surrounded (Fernsehfilm)
- 2018: Là où on va
- 2021: Shark Island
- 2021: Shark Huntress
- 2022: Sin Eater
- 2025: Bambi: Die Abrechnung (Bambi: The Reckoning)

### Synchronisationen
- 2011: Kriegssöldner: The Killer War (Klyuch salamandry/Ключ саламандры)